# Alfonso Cuomo
Alfonso Cuomo (Nocera Inferiore, 1901 – Nocera Inferiore, 1967) è stato un dirigente sportivo italiano.

## Biografia
Il comm. rag. Alfonso Cuomo fu un industriale di conserve alimentari e uomo di fiducia di Achille Lauro. Assunse l'incarico di presidente effettivo della A.C. Napoli dal 1951 al 1963, poi sostituito da Luigi Scuotto. Sempre nel 1951, prima di assumere l'incarico di presidente, era uno dei vicepresidenti reggenti, con lo stesso Scuotto, dopo la morte di Egidio Musollino.